# 迪森-施特里索
迪森-施特里索（德語：Dissen-Striesow）是德国勃兰登堡州的市镇，隶属于施普雷-奈瑟县，总面积为19.72平方千米，截至2023年12月31日总人口为984人。